# Herb Garwolina
Herb Garwolina – jeden z symboli miasta Garwolin w postaci herbu.

## Wygląd i symbolika
Herb przedstawia, na czerwonym polu, białe drzewo o trzech konarach i trzech korzeniach. Na każdym konarze znajduje się jabłko, a z obu stron pnia wystają rosochy. Po lewej i po prawej stronie drzewa znajdują się pionowo ułożone rogi tura lub żubra. Barwy w herbie są nasycone, bez odcieni.
Jabłka symbolizują Garwolin jako miasto królewskie. Sosna to symbol szlachetności i szczerości właściciela, jabłka – symbol odmładzania i pełni życia (miasto po inkorporacji z Koroną dynamicznie się rozwijało) a rogi pochodzące z herbu Ciołek – symbol męstwa i siły. Purpura z tarczy herbowej symbolizuje odwagę i waleczność, czerń – żałobę, ale i bogactwo, biel – czystość, męstwo. Kombinacja kolorów białego z czarnym to symbol tragicznego wydarzenia w dziejach miasta. 

## Historia
Nie jest znane pochodzenie herbu, istnieją przypuszczenia, że drzewo pochodzi z herbu Godziemba, który należał do jednego z właścicieli miasta. Nie są znani jego założyciele, ale jest prawdopodobne że to do nich należał ten herb, przedstawia on sosnę z trzema konarami. Rogi pochodzą prawdopodobnie od rodu Ciołków, kolejnych właścicieli Garwolina, którzy mieli w herbie byka. Jabłka z kolei, jako symbol władzy królewskiej, zostały najprawdopodobniej umieszczone przez Zygmunta Starego na początku XVI wieku.